# Salitre Terreros
Salitre Terreros är en ort i kommunen Santo Tomás i delstaten Mexiko i Mexiko. Samhället hade 376 invånare vid folkräkningen 2020.